# کاتایسک
شهر کاتایسک (به روسی: Катайск) در کشور روسیه و در اوبلاست کورگان واقع شده‌است.